# Idaea marascia
Idaea marascia là một loài bướm đêm trong họ Geometridae.